# Spanische Badmintonmeisterschaft
Die Spanische Meisterschaften im Badminton werden seit 1982 jährlich ausgetragen. Die Juniorenmeisterschaften starten im selben Jahr.

## Austragungsorte
| Jahr | Meisterschaft | Ort                   | Region                       |
| ---- | ------------- | --------------------- | ---------------------------- |
| 1982 | I             | Valladolid            | Kastilien und León           |
| 1983 | II            | Madrid                | Autonome Gemeinschaft Madrid |
| 1984 | III           | Málaga                | Andalusien                   |
| 1985 | IV            | Salamanca             | Kastilien und León           |
| 1986 | V             | Murcia                | Región de Murcia             |
| 1987 | VI            | Sabiñánigo            | Aragonien                    |
| 1988 | VII           | A Coruña              | Galicien                     |
| 1989 | VIII          | Vigo                  | Galicien                     |
| 1990 | IX            | Gijón                 | Asturien                     |
| 1991 | X             | Huesca                | Aragonien                    |
| 1992 | XI            | Palma del Río         | Andalusien                   |
| 1993 | XII           | Alicante              | Comunidad Valenciana         |
| 1994 | XIII          | Benalmádena           | Andalusien                   |
| 1995 | XIV           | Granada               | Andalusien                   |
| 1996 | XV            | Murcia                | Región de Murcia             |
| 1997 | XVI           | Valencia              | Comunidad Valenciana         |
| 1998 | XVII          | Estepa                | Andalusien                   |
| 1999 | XVIII         | La Rinconada          | Andalusien                   |
| 2000 | XIX           | Mijas                 | Andalusien                   |
| 2001 | XX            | Almería               | Andalusien                   |
| 2002 | XXI           | Santa Eulària des Riu | Balearische Inseln           |
| 2003 | XXII          | Manises               | Comunidad Valenciana         |

| Jahr | Meisterschaft | Ort               | Region                       |
| ---- | ------------- | ----------------- | ---------------------------- |
| 2004 | XXIII         | A Coruña          | Galicien                     |
| 2005 | XXIV          | Gijón             | Asturien                     |
| 2006 | XXV           | Saragossa         | Aragonien                    |
| 2007 | XXVI          | Alicante          | Comunidad Valenciana         |
| 2008 | XXVII         | Ibiza             | Balearische Inseln           |
| 2009 | XXVIII        | Alicante          | Comunidad Valenciana         |
| 2010 | XXIX          | Huelva            | Andalusien                   |
| 2011 | XXX           | Torrejón de Ardoz | Autonome Gemeinschaft Madrid |
| 2012 | XXXI          | Huesca            | Aragonien                    |
| 2013 | XXXII         | A Estrada         | Galicien                     |
| 2014 | XXXIII        | Jaén              | Andalusien                   |
| 2015 | XXXIV         | Ponteareas        | Galicien                     |
| 2016 | XXXV          | Santander         | Kantabrien                   |
| 2017 | XXXVI         | Ronda             | Andalusien                   |
| 2018 | XXXVII        | Oviedo            | Asturien                     |
| 2019 | XXXVIII       | Pontevedra        | Galicien                     |
| 2020 | XXXIX         | Huelva            | Andalusien                   |
| 2021 | XXXX          | Cartagena         | Región de Murcia             |
| 2022 | XXXXI         | Madrid            | Autonome Gemeinschaft Madrid |
| 2023 | XXXXII        | Sevilla           | Andalusien                   |
| 2024 | XXXXIII       | Cartagena         | Región de Murcia             |
| 2025 | XXXXIV        |                   |                              |

## Die Sieger
| Jahr | Herreneinzel         | Dameneinzel           | Herrendoppel                         | Damendoppel                                | Mixed                                |
| ---- | -------------------- | --------------------- | ------------------------------------ | ------------------------------------------ | ------------------------------------ |
| 1982 | José Luis Carballido | Margarita Miguelez    | Pedro V. Blach Fernando Delgado      | Margarita Miguelez Aída Carballal          | Pedro V. Blach Loli Alonso           |
| 1983 | Pedro V. Blach       | Margarita Miguelez    | José Luis Manivesa José Matos        | Margarita Miguelez Aída Carballal          | Pedro V. Blach Rosa Pérez            |
| 1984 | Enrique Ruiz         | Margarita Miguelez    | Carlos González José Angel Bastos    | Margarita Miguelez Aída Carballal          | Pedro V. Blach Rosa Pérez            |
| 1985 | José Luis Carballido | Margarita Miguelez    | Pedro V. Blach Enrique Lago          | Loli Alonso María Jesús Rodríguez          | Pedro V. Blach María Jesús Rodríguez |
| 1986 | Enrique Ruiz         | Margarita Miguelez    | Pedro V. Blach Enrique Lago          | Margarita Miguelez María Carmen Filgueiras | Enrique Lago Mari Carmen Costas      |
| 1987 | Juan Amaro           | Maria Emilia Gómez    | Javier Vidal Ángel Fernández         | Aída Rodríguez Maria Emilia Gómez          | Pedro V. Blach María Jesús Rodríguez |
| 1988 | Enrique Ruiz         | Aída Rodríguez        | Miguel Serrano Bernardo Galmes       | Aída Rodríguez Maria Emilia Gómez          | Ángel Fernández Aída Rodríguez       |
| 1989 | Enrique Lago         | Leonor Gallardo       | Igor Khattry Bernardo Galmes         | Aída Rodríguez Marta Otero                 | Ángel Fernández Aída Rodríguez       |
| 1990 | David Serrano        | Cristina González     | José María Otero Ángel Fernández     | Cristina González Esther Sanz              | David Serrano Cristina González      |
| 1991 | David Serrano        | Cristina González     | José María Otero Ángel Fernández     | Dolores Marco Lidia Pomares                | David Serrano Esther Sanz            |
| 1992 | David Serrano        | Esther Sanz           | Arturo Ruiz López Ernesto García     | Cristina González Mónica González          | David Serrano Esther Sanz            |
| 1993 | David Serrano        | Ana Carina Anaya      | Arturo Ruiz López Ernesto García     | Mónica González Ana Carina Anaya           | David Serrano Esther Sanz            |
| 1994 | David Serrano        | Esther Sanz           | Arturo Ruiz López Ernesto García     | Dolores Marco Lidia Pomares                | David Serrano Esther Sanz            |
| 1995 | David Serrano        | Dolores Marco         | Arturo Ruiz López Ernesto García     | Dolores Marco María Torres                 | Arturo Ruiz López Dolores Marco      |
| 1996 | David Serrano        | Dolores Marco         | Arturo Ruiz López Ernesto García     | Dolores Marco María Torres                 | David Serrano Esther Sanz            |
| 1997 | Arturo Ruiz López    | Esther Sanz           | Arturo Ruiz López Ernesto García     | Mercedes Cuenca Ana Ferrer                 | Sergio Llopis Ana Ferrer             |
| 1998 | Sergio Llopis        | Dolores Marco         | Arturo Ruiz López Ernesto García     | Mercedes Cuenca Ana Ferrer                 | Sergio Llopis Ana Ferrer             |
| 1999 | Arturo Ruiz López    | Dolores Marco         | Arturo Ruiz López Ernesto García     | Dolores Marco Lucía Tavera                 | Sergio Llopis Ana Ferrer             |
| 2000 | Arturo Ruiz López    | Dolores Marco         | Arturo Ruiz López Ernesto García     | Dolores Marco Lucía Tavera                 | Sergio Llopis Mercedes Cuenca        |
| 2001 | José Antonio Crespo  | Dolores Marco         | Arturo Ruiz López Ernesto García     | Dolores Marco Lucía Tavera                 | Sergio Llopis Mercedes Cuenca        |
| 2002 | José Antonio Crespo  | Dolores Marco         | José Antonio Crespo Sergio Llopis    | Dolores Marco Ana Ferrer                   | José Antonio Crespo Dolores Marco    |
| 2003 | Sergio Llopis        | Dolores Marco         | José Antonio Crespo Sergio Llopis    | Dolores Marco Ana Ferrer                   | José Antonio Crespo Dolores Marco    |
| 2004 | Arturo Ruiz López    | Yoana Martínez        | Carlos Longo Rafael Fernández        | Lucía Tavera Yoana Martínez                | Pablo Abián Patricia Pérez           |
| 2005 | Sergio Llopis        | Lucía Tavera          | Nicolás Escartín José Antonio Crespo | Patricia Pérez Silvia Riera                | Sergio Llopis Dolores Marco          |
| 2006 | José Antonio Crespo  | Dolores Marco         | Nicolás Escartín José Antonio Crespo | Ana Ferrer Yoana Martínez                  | Sergio Llopis Dolores Marco          |
| 2007 | Pablo Abián          | Lucía Tavera          | José Antonio Crespo Nicolás Escartín | Anabel Cháfer Inmaculada Aparicio          | Sergio Llopis Dolores Marco          |
| 2008 | Pablo Abián          | Yoana Martínez        | José Antonio Crespo Nicolás Escartín | Noelia Jiménez Paula Rodríguez             | Eliezer Ojeda Paula Rodríguez        |
| 2009 | Pablo Abián          | Carolina Marín        | Eliezer Ojeda David Leal             | Carolina Marín Ana María Martín            | Carlos Longo Haideé Ojeda            |
| 2010 | Pablo Abián          | Carolina Marín        | Pablo Abián Javier Abián             | Carolina Marín Ana María Martín            | Carlos Longo Haideé Ojeda            |
| 2011 | Pablo Abián          | Carolina Marín        | Rafael Fernandez Sergio Llopis       | Noelia Jiménez Paula Rodriguez             | Ernesto Velazquez Yoana Martínez     |
| 2012 | Pablo Abián          | Carolina Marín        | Pablo Abián Javier Abián             | Blanca Ibeas Laia Oset                     | Ernesto Velazquez Haideé Ojeda       |
| 2013 | Pablo Abián          | Carolina Marín        | Javier Abián Pablo Abián             | Laura Molina Haideé Ojeda                  | Ernesto Velazquez Haideé Ojeda       |
| 2014 | Pablo Abián          | Carolina Marín        | Javier Abián Pablo Abián             | Noelia Jiménez Laia Oset                   | Alejandro Toro Manuela Díaz Carmona  |
| 2015 | Blai Ramírez         | Sandra Chirlaque      | Vicent Martínez Eliezer Ojeda        | Laura Molina Haideé Ojeda                  | Alberto Zapico Haideé Ojeda          |
| 2016 | Pablo Abián          | Beatriz Corrales      | Javier Suárez Alberto Zapico         | Noelia Jiménez Blanca Ibeas                | Eliezer Ojeda Noelia Jiménez         |
| 2017 | Pablo Abián          | Clara Azurmendi       | Pablo Abián Javier Abián             | Laura Molina Haideé Ojeda                  | Alejandro Toro Ana Peñas             |
| 2018 | Pablo Abián          | Sara Peñalver Pereira | Pablo Abián Javier Abián             | Laura Molina Haideé Ojeda                  | Alberto Zapico Lorena Uslé           |
| 2019 | Pablo Abián          | Clara Azurmendi       | Pablo Abián Javier Abián             | Laura Molina Haideé Ojeda                  | Alberto Zapico Lorena Uslé           |
| 2020 | Pablo Abián          | Manuela Díaz          | Jaume Pérez Javier Sánchez           | Laura Molina Haideé Ojeda                  | Alberto Zapico Lorena Uslé           |
| 2021 | Pablo Abián          | Clara Azurmendi       | Javier Abian Pablo Abián             | Clara Azurmendi Beatriz Corrales           | Alberto Zapico Lorena Uslé           |
| 2022 | Pablo Abián          | Cristina Teruel       | Joan Monroy Carlos Piris             | Nerea Ivorra Claudia Leal                  | Jaume Pérez Claudia Leal             |
| 2023 | Pablo Abián          | Clara Azurmendi       | Rubén García Carlos Piris            | Beatriz Corrales Paula López               | Rubén García Lucía Rodríguez         |
| 2024 | Álvaro Leal          | Ania Setién           | Rubén García Carlos Piris            | Lucía Rodríguez Paula López                | Rubén García Lucía Rodríguez         |

## Erfolgreichste Spieler
Stand: 2024
| Name                | HE | DE | HD | DD | MX | Gesamt |
| ------------------- | -- | -- | -- | -- | -- | ------ |
| Pablo Abián         | 16 |    | 8  |    | 1  | 25     |
| Dolores Marco       |    | 9  |    | 9  | 6  | 24     |
| Arturo Ruiz López   | 4  |    | 10 |    | 1  | 15     |
| Sergio Llopis       | 3  |    | 3  |    | 8  | 14     |
| David Serrano       | 7  |    |    |    | 6  | 13     |
| Haideé Ojeda        |    |    |    | 6  | 5  | 11     |
| José Antonio Crespo | 3  |    | 6  |    | 2  | 11     |
| Ernesto García      |    |    | 10 |    |    | 10     |
| Pedro V. Blach      | 1  |    | 3  |    | 5  | 9      |
| Margarita Miguélez  |    | 5  |    | 4  |    | 9      |
| Esther Sanz         |    | 3  |    | 1  | 5  | 9      |
| Ana Ferrer          |    |    |    | 5  | 3  | 8      |
| Carolina Marín      |    | 6  |    | 2  |    | 8      |
| Javier Abián        |    |    | 8  |    |    | 8      |
| Laura Molina        |    |    |    | 6  |    | 6      |
| Alberto Zapico      |    |    | 1  |    | 5  | 6      |
| Lucía Tavera        |    | 2  |    | 4  |    | 6      |
| Yoana Martínez      |    | 2  |    | 2  | 1  | 5      |
| Cristina González   |    | 2  |    | 2  | 1  | 5      |
| Clara Azurmendi     |    | 4  |    | 1  |    | 5      |
| Ángel Fernández     |    |    | 3  |    | 2  | 5      |
| Noelia Jiménez      |    |    |    | 4  | 1  | 5      |
| Mercedes Cuenca     |    | 2  |    | 1  | 1  | 4      |
| Nicolás Escartín    |    |    | 4  |    |    | 4      |
| Eliezer Ojeda       |    |    | 2  |    | 2  | 4      |
| Lorena Uslé         |    |    |    |    | 4  | 4      |
| Rubén García        |    |    | 2  |    | 2  | 4      |
| Enrique Lago        | 1  |    | 2  |    | 1  | 4      |